# 平田光宗
平田 光宗（ひらた みつむね）は、戦国時代から江戸時代前期にかけての薩摩国島津氏の家臣。

## 生涯
薩摩平田氏の庶流平田宗秀の長男として誕生するが、平田氏嫡流の昌宗に男子が無かったため、その娘婿として養子に入った。
養父の昌宗は島津貴久の家老を務め、光宗も天正3年（1575年）より、貴久の後を継いだ島津義久の家老に抜擢された。薩摩国郡山（現・鹿児島県鹿児島市郡山町）と西別府（現・鹿児島市西別府町）を領し、下郡山に住んでいたが、後に帖佐（現・鹿児島県姶良市）と肥後国八代（現・熊本県八代市）の地頭に任じられ、それぞれに在番した。
天正11年（1583年）、在城していた八代から堅志田（現・熊本県下益城郡美里町）へ討ち入り、阿蘇氏の兵を数千余討ち取った。天正14年（1586年）の岩屋城攻めや天正15年（1587年）の根白坂の戦いで義久の供をし、天正16年（1588年）に義久が上洛する際もその太刀役として同行した。
慶長10年12月（12月であるため西暦変換すると1606年）、郡山にて死去した。